# جهاد الباعور
جهاد الباعور (بالإنجليزية: Jehad Al Baour)‏؛ مواليد 27 يونيو 1987 في دمشق، سوريا، هو لاعب كرة قدم سوريا يلعب حالياً في نادي الوحدة.
كانت بداياته مع نادي المليحة وهو نادي المدينة التي ترعرع فيها قرب دمشق ثم نادي الجيش السوري ولعب بعدها لنادي طرابلس اللبناني ونادي الفيصلي الأردني ونادي الجزيرة الأردني ووقع مع نادي الوحدة السعودي في عام 2015 .

## روابط خارجية
- جهاد الباعور على موقع قاعدة بيانات كرة القدم.إي يو (الإنجليزية)
- جهاد الباعور على موقع ناشيونال فوتبول تيمز (الإنجليزية)
- جهاد الباعور على موقع Soccerway.com (الإنجليزية)